# 생방송 오늘아침
《생방송 오늘아침》은 MBC TV에서 매주 월요일부터 목요일 오전 7시 50분에 방송 중인 아침 정보 프로그램이다.

## 프로그램 소개
유익한 전달력을 통해 정보와 이슈를 전하는 아침 생활 정보

## 역사
1981년에 아침 방송이 재개되면서 평일 오전 시간대에 생활 정보 프로그램이 신설되었다. 그러나 1996년에 이르러 해당 프로그램은 분할되어 《10시! 임성훈입니다》가 편성되었고, 1998년 IMF 경제 위기의 여파로 문화방송의 아침 시간대 프로그램이 통합·축소되면서 평일 오전 8시대의 정규 생활 정보 프로그램은 사실상 공백 상태에 놓이게 되었다.
이 시기에는 정규 프로그램 대신 다양한 장르의 방송이 대체 편성되는 경우가 많았으며, 본래의 아침 생활 정보 프로그램이 수행하던 기능은 사실상 유지되지 못하였다.
2000년 2월에는 IMF 경제 위기 이후 지속되어 온 오전 8시대 아침 방송의 공백을 해소하기 위하여 《아주 특별한 아침》이 신설되었다. 동 프로그램은 생활 정보, 시사, 문화 등 여러 분야를 포괄적으로 다루며 시청자의 일상과 밀접하게 연계된 정보를 제공하는 것을 주된 목표로 하였다. 이로써 1998년 이후 중단되었던 MBC 아침 방송의 기능이 정상화되었다.
2006년에 이르러 아침 프로그램의 기획 의도가 한층 강화되었으며, 생방송 특유의 현장성과 속보성을 부각하기 위하여 《생방송 오늘 아침》이 편성되었다. 본 프로그램은 시의성 높은 사회 현안과 생활 밀착형 정보를 주요 내용으로 다루었으며, 생방송 형식을 적극적으로 활용하여 시청자와의 현장감을 제고하였다. 이로써 MBC 아침 프로그램은 단순한 생활 정보 전달의 수준을 넘어 시사적 기능까지 겸비한 종합 프로그램으로 발전하게 되었다.

## 방송 시간
| 방송 채널 | 방송 기간                          | 방송 시간                                          |
| --------- | ---------------------------------- | -------------------------------------------------- |
| MBC TV    | 2000년 2월 21일 ~ 2000년 5월 12일  | 매주 평일 아침 8시 10분 ~ 오전 9시                 |
| MBC TV    | 2000년 5월 15일 ~ 2001년 8월 17일  | 매주 평일 오전 9시 45분 ~ 오전 11시 5분            |
| MBC TV    | 2001년 8월 20일 ~ 2001년 11월 2일  | 매주 평일 오전 9시 45분 ~ 오전 10시 30분           |
| MBC TV    | 2001년 11월 5일 ~ 2002년 3월 29일  | 매주 평일 아침 7시 40분 ~ 오전 9시                 |
| MBC TV    | 2002년 4월 1일 ~ 2006년 4월 28일   | 매주 평일 아침 8시 ~ 오전 9시                      |
| MBC TV    | 2006년 5월 1일 ~ 2018년 2월 23일   | 매주 평일 아침 8시 30분 ~ 오전 9시 30분            |
| MBC TV    | 2018년 9월 10일 ~ 2019년 1월 14일  | 매주 평일 아침 8시 30분 ~ 오전 9시 30분            |
| MBC TV    | 2019년 1월 22일 ~ 2020년 4월 17일  | 매주 평일 아침 8시 30분 ~ 오전 9시 30분            |
| MBC TV    | 2022년 10월 17일 ~ 2024년 2월 2일  | 매주 평일 아침 8시 30분 ~ 오전 9시 30분            |
| MBC TV    | 2018년 2월 26일 ~ 2018년 9월 6일   | 매주 월요일 ~ 목요일 아침 8시 30분 ~ 오전 9시 30분 |
| MBC TV    | 2024년 2월 5일 ~ 2025년 1월 23일   | 매주 월요일 ~ 목요일 아침 8시 30분 ~ 오전 9시 30분 |
| MBC TV    | 2019년 1월 15일 ~ 2019년 1월 21일  | 매주 평일 아침 8시 30분 ~ 오전 9시 30분            |
| MBC TV    | 2020년 4월 20일 ~ 2020년 7월 17일  | 매주 평일 아침 8시 30분 ~ 오전 9시 30분            |
| MBC TV    | 2020년 7월 20일 ~ 2022년 10월 14일 | 매주 평일 아침 7시 50분 ~ 오전 8시 50분            |
| MBC TV    | 2025년 2월 3일 ~ 현재              | 매주 월요일 ~ 목요일 아침 7시 50분 ~ 오전 8시 50분 |

## MC
| 대수 | 진행자 | 진행자 | 진행자 | 진행자 | 진행 기간                          | 비고              |
| 대수 | 남성   | 남성   | 여성   | 여성   | 진행 기간                          | 비고              |
| ---- | ------ | ------ | ------ | ------ | ---------------------------------- | ----------------- |
| 1대  | 신동호 | 빈칸   | 박정숙 | 빈칸   | 2000년 2월 21일 ~ 2000년 10월 27일 |                   |
| 2대  | 신동호 | 임성훈 | 박정숙 | 빈칸   | 2000년 10월 30일 ~ 2001년 8월 17일 |                   |
| 3대  | 신동호 | 빈칸   | 박정숙 | 빈칸   | 2001년 8월 20일 ~ 2002년 3월 29일  |                   |
| 4대  | 이재용 | 빈칸   | 최윤영 | 빈칸   | 2002년 4월 1일 ~ 2006년 4월 28일   |                   |
| 5대  | 신동호 | 빈칸   | 최윤영 | 빈칸   | 2006년 5월 1일 ~ 2011년 5월 27일   |                   |
| 6대  | 신동호 | 빈칸   | 문지애 | 빈칸   | 2011년 5월 30일 ~ 2012년 1월 25일  |                   |
| 7대  | 신동호 | 빈칸   | 고은주 | 빈칸   | 2012년 1월 26일 ~ 2012년 10월 5일  |                   |
| 8대  | 이성배 | 빈칸   | 하지은 | 빈칸   | 2012년 10월 8일 ~ 2013년 3월 15일  |                   |
| 9대  | 이성배 | 빈칸   | 양승은 | 빈칸   | 2013년 3월 18일 ~ 2017년 8월 11일  |                   |
| 10대 | 엄주원 | 빈칸   | 양승은 | 빈칸   | 2017년 8월 14일 ~ 2017년 12월 29일 |                   |
| 11대 | 신동진 | 빈칸   | 이재은 | 빈칸   | 2018년 1월 1일 ~ 2018년 7월 12일   |                   |
| 12대 | 신동진 | 빈칸   | 임현주 | 빈칸   | 2018년 7월 16일 ~ 2019년 12월 20일 |                   |
| 13대 | 김정현 | 김정현 | 임현주 | 손정은 | 2020년 1월 1일 ~ 2020년 8월 27일   |                   |
| 14대 | 전종환 | 빈칸   | 임현주 | 빈칸   | 2020년 8월 31일 ~ 2023년 2월 28일  |                   |
| 15대 | 허일후 | 빈칸   | 임현주 | 빈칸   | 2023년 3월 1일 ~ 2023년 6월 2일    |                   |
| 16대 | 김정현 | 김정현 | 임현주 | 빈칸   | 2023년 6월 5일 ~ 현재              | [ 3 ] [ 4 ] [ 5 ] |

## 코너

### 방영 코너
- 긴급 취재
- 기획 취재
- 오늘 아침 브리핑
- TV 신문고
- 시청자 제보
- 오늘 아침 연예 뉴스
- 논픽션 - 놀랄 法한 이야기

## 지역 방송국 프로그램
| 방송 채널       | 방송 권역                          | 프로그램                    | 방송 시간                                          |
| --------------- | ---------------------------------- | --------------------------- | -------------------------------------------------- |
| 춘천MBC TV      | 강원특별자치도                     | 전국시대                    | 매주 월요일 ~ 목요일 오전 7시 50분 ~ 오전 8시 50분 |
| 원주MBC TV      | 강원특별자치도                     | 전국시대                    | 매주 월요일 ~ 목요일 오전 7시 50분 ~ 오전 8시 50분 |
| MBC 강원영동 TV | 강원특별자치도                     | 전국시대                    | 매주 월요일 ~ 목요일 오전 7시 50분 ~ 오전 8시 50분 |
| 제주MBC TV      | 제주특별자치도                     | TV 전국시대                 | 매주 월요일 ~ 목요일 오전 7시 50분 ~ 오전 8시 50분 |
| 목포MBC TV      | 전라남도                           | 살맛나는 세상               | 매주 월요일 오전 7시 50분 ~ 오전 8시 50분          |
| 목포MBC TV      | 전라남도                           | 전국시대                    | 매주 화요일 ~ 목요일 오전 7시 50분 ~ 오전 8시 50분 |
| 대전MBC TV      | 대전광역시 세종특별자치시 충청남도 | 테마기행 길 스페셜          | 매주 월요일 오전 7시 50분 ~ 오전 8시 50분          |
| 대전MBC TV      | 대전광역시 세종특별자치시 충청남도 | 인생네컷 스페셜             | 매주 화요일 오전 7시 50분 ~ 오전 8시 50분          |
| 대전MBC TV      | 대전광역시 세종특별자치시 충청남도 | 맛나면 좋은 친구            | 매주 수요일 ~ 목요일 오전 7시 50분 ~ 오전 8시 50분 |
| 부산MBC TV      | 부산광역시                         | 살맛나는 세상 스페셜        | 매주 월요일 오전 7시 50분 ~ 오전 8시 10분          |
| 부산MBC TV      | 부산광역시                         | UHD 다큐멘터리              | 매주 화요일 오전 7시 50분 ~ 오전 8시 50분          |
| 부산MBC TV      | 부산광역시                         | 살맛나는 세상               | 매주 수요일 오전 7시 50분 ~ 오전 8시 50분          |
| 부산MBC TV      | 부산광역시                         | 다큐 M 스페셜               | 매주 목요일 오전 7시 50분 ~ 오전 8시 50분          |
| 울산MBC TV      | 울산광역시                         | 테마기행 길 (재방송)        | 매주 월요일 오전 7시 50분 ~ 오전 8시 50분          |
| 울산MBC TV      | 울산광역시                         | 울산을 틀어라 울트라 스페셜 | 매주 화요일 ~ 수요일 오전 7시 50분 ~ 오전 8시 50분 |
| 울산MBC TV      | 울산광역시                         | 살맛나는 세상               | 매주 목요일 오전 7시 50분 ~ 오전 8시 50분          |
| MBC 충북 TV     | 충청북도                           | 맛나면 좋은 친구            | 매주 화요일 오전 7시 50분 ~ 오전 8시 50분          |
| MBC 충북 TV     | 충청북도                           | 전국시대                    | 매주 수요일 오전 7시 50분 ~ 오전 8시 50분          |
| MBC 충북 TV     | 충청북도                           | 살맛나는 세상               | 매주 목요일 오전 7시 50분 ~ 오전 8시 50분          |
| 대구MBC TV      | 대구광역시                         | 살맛나는 세상               | 매주 월요일 오전 7시 50분 ~ 오전 8시 50분          |
| 대구MBC TV      | 대구광역시                         | TV 메디컬 약손              | 매주 화요일 오전 7시 50분 ~ 오전 8시 50분          |
| 대구MBC TV      | 대구광역시                         | 테마 여행 길 스페셜         | 매주 수요일 오전 7시 50분 ~ 오전 8시 50분          |
| 안동MBC TV      | 경상북도                           | 살맛나는 세상               | 매주 목요일 오전 7시 50분 ~ 오전 8시 50분          |
| 포항MBC TV      | 경상북도                           | 다큐 M                      | 매주 목요일 오전 7시 50분 ~ 오전 8시 50분          |
| 전주MBC TV      | 전북특별자치도                     | 전국시대                    | 매주 월요일 오전 7시 50분 ~ 오전 8시 50분          |

| 방송 채널       | 방송 권역                          | 월요일 | 화요일 | 수요일 | 목요일 |
| --------------- | ---------------------------------- | ------ | ------ | ------ | ------ |
| 춘천MBC TV      | 강원특별자치도                     | X      | X      | X      | X      |
| 원주MBC TV      | 강원특별자치도                     | X      | X      | X      | X      |
| MBC 강원영동 TV | 강원특별자치도                     | X      | X      | X      | X      |
| 대전MBC TV      | 대전광역시 세종특별자치시 충청남도 | X      | X      | X      | X      |
| MBC 충북 TV     | 충청북도                           | O      | X      | X      | X      |
| 부산MBC TV      | 부산광역시                         | X      | X      | X      | X      |
| MBC 경남 TV     | 경상남도                           | O      | O      | O      | O      |
| 울산MBC TV      | 울산광역시                         | X      | X      | X      | X      |
| 대구MBC TV      | 대구광역시                         | X      | X      | X      | O      |
| 포항MBC TV      | 경상북도                           | O      | O      | O      | X      |
| 안동MBC TV      | 경상북도                           | O      | O      | O      | X      |
| 광주MBC TV      | 광주광역시                         | O      | O      | O      | O      |
| 목포MBC TV      | 전라남도                           | X      | X      | X      | X      |
| 여수MBC TV      | 전라남도                           | O      | O      | O      | O      |
| 전주MBC TV      | 전북특별자치도                     | X      | O      | O      | O      |
| 제주MBC TV      | 제주특별자치도                     | X      | X      | X      | X      |

## 타이틀 변천사
| 기수 | 프로그램 타이틀              | 방송 기간                         |
| ---- | ---------------------------- | --------------------------------- |
| 1기  | 아주 특별한 아침             | 2000년 2월 21일 ~ 2006년 4월 28일 |
| 2기  | MBC 모닝쇼 최윤영과 네 남자  | 2006년 5월 1일 ~ 2006년 5월 26일  |
| 3기  | MBC 모닝쇼 최윤영의 오늘아침 | 2006년 5월 29일 ~ 2006년 7월 14일 |
| 4기  | 생방송 오늘아침              | 2006년 7월 17일 ~ 현재            |

## 편성 변경
- 2025년 7월 31일 : 한미 관세 협상 타결 관련 뉴스 특보 편성으로 인해 오전 8시 50분으로 편성 변경

## 결방
- 2001년 5월 16일 : MBC 스포츠 2001 메이저리그 박찬호 선발 경기 <LA : 몬트리올> 중계 방송으로 인해 결방
- 2001년 8월 10일 : 2001 메이저리그 박찬호 선발 경기 <LA : 피츠버그> 중계 방송으로 인해 결방
- 2024년 2월 12일 : 《설 특집 감성 다큐 오느른 (2부)》, 《설 특선 영화 - 인생은 아름다워》 편성으로 인해 결방
- 2024년 11월 6일 : 《MBC 뉴스특보 - 2024 미국의 선택》 편성으로 인해 결방
- 2025년 1월 1일 : 《신년 특집 UHD 다큐멘터리 0교시 기후 위기》, 《구해줘! 홈즈 스페셜》 편성으로 인해 결방
- 2025년 1월 27일 ~ 2025년 1월 30일 : 설날로 인해 결방
- 2025년 4월 4일 : 《특집 MBC 뉴스투데이 2부》, 《MBC 뉴스특보》 편성으로 인해 결방

## 경쟁 프로그램
- 아침마당 (KBS 1TV)
- 굿모닝 대한민국 (KBS 2TV)
- 모닝와이드 3부 (SBS TV)
- 굿모닝 정보세상 (TV조선)
- 행복한 아침 (채널A)